# Pável Pérez
Pável Uriel Pérez Hernández (* 26. Juni 1998 in Tala, Jalisco) ist ein mexikanischer Fußballspieler, dessen Position sich im Mittelfeld befindet.

## Leben
Der aus dem Nachwuchsbereich des Club Deportivo Guadalajara stammende Pável Pérez wurde in der Saison 2019/20 an den spanischen Viertligisten Club Deportivo Toledo ausgeliehen, für den er in 9 Partien zum Einsatz kam.
Zur Saison 2020/21 kam er nach Mexiko zurück und spielte für den CD Tepatitlán de Morelos, mit dem er die Meisterschaft der zweitklassigen Liga de Expansión MX gewann. Anschließend wurde er von seinem Verein zu dessen Farmteam Club Deportivo Tapatío delegiert und kam gelegentlich auch im Kader der ersten Mannschaft des Club Deportivo Guadalajara zum Einsatz. Sein Debüt in der höchsten mexikanischen Spielklasse bestritt Pérez am 7. August 2021 beim 2:2 gegen den FC Juárez im heimischen Estadio Akron und sein erstes Tor in der höchsten Spielklasse erzielte er im selben Stadion am 19. April 2022 zum 2:1-Sieg gegen den Club Tijuana. Es war ein sehenswerter Treffer, der nach einem Sololauf von etwa 20 Metern aus 17 Metern Entfernung abgefeuert wurde und im Torwinkel einschlug.